# Flashpoint
Flashpoint je koncertní album britské rockové skupiny The Rolling Stones, které vyšlo v roce 1991. Skladby byly nahrávány na světovém turné Steel Wheels/Urban Jungle Tour v letech 1989–1990. Na konci alba jsou zařazeny také studiové nahrávky skladeb "Highwire" a "Sex Drive". Jedná se o poslední koncertní album, které bylo nahráno s baskytaristou Billem Wymanem, ten ze skupiny v roce 1993 odešel.

## Seznam skladeb
| Pořadí | Skladba                                                 | Datum a místo nahrávání                                      | Délka |
| ------ | ------------------------------------------------------- | ------------------------------------------------------------ | ----- |
| 1.     | "(Intro) Continental Drift"                             | 26. listopadu 1989 – Death Valley Stadium, Jižní Karolína    | 0:26  |
| 2.     | "Start Me Up"                                           | 26. listopadu 1989 – Death Valley Stadium, Jižní Karolína    | 3:54  |
| 3.     | "Sad Sad Sad"                                           | 19. prosince 1989 – Convetion Center, Atlantic City          | 3:33  |
| 4.     | "Miss You"                                              | 25. listopadu 1989 – Gator Bowl, Jacksnoville                | 5:55  |
| 5.     | "Rock and Hard Place"                                   | 25. listopadu 1989 – Gator Bowl, Jacksnoville                | 4:52  |
| 6.     | "Ruby Tuesday"                                          | 27. února 1990 – Tokyo Dome, Tokio                           | 3:33  |
| 7.     | "You Can´t Always Get What You Want"                    | 25. listopadu 1989 – Gator Bowl, Jacksonville                | 7:26  |
| 8.     | "Factory Girl"                                          | 6. července 1990 – Wembley Stadium, Londýn                   | 2:47  |
| 9.     | "Can´t Be Seen"                                         | 26. listopadu 1989 – Death Valley Stadium, Jižní Karolína    | 4:17  |
| 10.    | "Little Red Rooster" (Willie Dixon), host: Eric Clapton | 19. prosince 1989 – Convetion Center, Atlantic City          | 5:15  |
| 11.    | "Paint It Black"                                        | 13. července 1990 – Estadi Olímpic Lluís Companys, Barcelona | 4:02  |
| 12.    | "Sympathy for the Devil"                                | 26. února 1990 – Tokyo Dome, Tokio                           | 5:35  |
| 13.    | "Brown Sugar"                                           | 28. července 1990 – Stadio Delle Alpi, Turín                 | 4:06  |
| 14.    | "Jumpin´ Jack Flash"                                    | 27. února 1990 – Tokyo Dome, Tokio                           | 5:00  |
| 15.    | "(I Can't Get No) Satisfaction"                         | 26. listopadu 1989 – Death Valley Stadium, Jižní Karolína    | 6:09  |
| 16.    | "Highwire"                                              | –                                                            | 4:44  |
| 17.    | "Sex Drive"                                             | –                                                            | 5:07  |

## Obsazení
The Rolling Stones
- Mick Jagger – (zpěv, kytara, harmonika)
- Keith Richards – (kytara, zpěv)
- Ronnie Wood – (kytara)
- Bill Wyman – (baskytara)
- Charlie Watts – (bicí)

Doprovodní hudebníci
- Matt Clifford – (klávesy, lesní roh)
- Chuck Leavell – (klávesy, doprovodné vokály)
- Bobby Keys – (saxofon)
- Horns by The Uptown Horns – Arno Hecht, Paul Litteral, Bob Funk, Crispen Cloe
- The Kick Horns – (dechové žesťové nástroje) – ve skladbě "Rock and a Hard Place"
- Bernard Fowler – (doprovodné vokály)
- Lisa Fischer – (doprovodné vokály)
- Cindy Mizelle – (doprovodné vokály)

- Katie Kissoon – (doprovodné vokály) – ve skladbě "Sex Drive"
- Tessa Niles – (doprovodné vokály) – ve skladbě "Sex Drive"

Hosté
- Eric Clapton – (kytara) – ve skladbě "Little Red Rooster"